# Osred I di Northumbria
Osred (696 – 716) è stato re di Northumbria a partire dal 705.

## Biografia
Era figlio del re Aeldfrith, alla cui morte nel 704, secondo Eddius Stephanus, biografo del vescovo san Vilfrido, s'impadronì del regno di Northumbria un certo Eadwulf, di origini sconosciute. Poco dopo il partito che appoggiava il giovanissimo principe Osred, guidato dal dux Berthfrith, figlio di Berhtred sconfisse Eadwulf nella battaglia di Bamburgh. San Vilfrido, che inizialmente sembra avesse appoggiato l'usurpatore, avrebbe quindi appoggiato anch'egli Osred, ottenendo nel sinodo di Nidd la restituzione dei monasteri di Ripon e di Hexham.
Nel 710 (secondo le cronache anglosassoni) o nel 711 (secondo il Venerabile Beda e gli annali dell'Ulster) Benfrith, che probabilmente teneva la reggenza per il giovanissimo re, sconfisse i Pitti tra il fiume Avon (Hæfe) e il fiume Carron (Cære), fermando probabilmente la loro espansione verso sud.
Nel 716 il re Osred fu ucciso in battaglia: secondo la Cronaca anglosassone ciò avvenne ai confini meridionali del regno, e quindi forse contro il regno di Mercia.
Secondo le notizie fornite in una lettera di san Bonifacio al re di Mercia Aethelbald (746 o 747), Osred, avrebbe condotto una vita dissoluta, distruggendo monasteri e violando suore e avrebbe incontrato una fine vergognosa. Le notizie furono riprese nelle Gesta regum Anglorum di Guglielmo di Malmesbury, che riporta la sua uccisione da parte di suoi parenti dopo undici anni di regno. Anche in un poema del IX secolo (De Abbatibus, di Aethelwulf) si riferisce la natura violenta del re Osred e i suoi contrasti con i nobili del regno.